# 윤선정
윤선정(1999년 2월 23일 ~ )은 대한민국의 어린이 배우이다.

## 출연 작품

### 드라마
- 2011년 SBS 뿌리깊은 나무
- 2010년 SBS 자이언트 - 어린 염경자 역
- 2010년 SBS 검사 프린세스

### 교양
- 2010년 SBS 꾸러기 탐구생활